# Bicudo-encarnado
O bicudo-encarnado, também são conhecidas pelos nomes bico-encarnado, bicudo-vermelho, furriel-rosa e furriel-vermelho (Periporphyrus erythromelas), é uma ave passeriforme da família dos fringilídeos, do nordeste da Amazônia, incluindo Venezuela e região guianense. É a única espécie do género Periporphyrus.
Possui cabeça e garganta negras, sendo o macho de plumagem cor-de-rosa e a fêmea de lado dorsal oliváceo e ventral alaranjado.